# Die Tore der Welt
Die Tore der Welt (Originaltitel: World Without End) ist ein historischer Roman von Ken Follett und nutzt als Fortsetzung den Handlungsort sowie einige Motive aus Die Säulen der Erde. Der englische Originaltitel erschien im Oktober 2007, die deutsche Fassung erschien am 29. Februar 2008.
Protagonisten sind einige Nachfahren der Hauptfiguren von Die Säulen der Erde, die Handlung setzt ab dem Jahr 1327, also rund 200 Jahre nach dem Zeitfenster des Vorgängerromans ein, der aber für die Lektüre dieser „Fortsetzung“ nicht vorausgesetzt werden muss.
Als 2017 der dritte Roman der „Kingsbridge-Serie“, Das Fundament der Ewigkeit (Englischer Originaltitel: A Column of Fire, 2017), erscheint, ist das fiktive Kingsbridge wieder Ausgangspunkt der Handlung, die im Elisabethanischen Zeitalter des 16. Jahrhunderts spielt. In diesem dritten Roman weitet sich die Handlung auf ganz Westeuropa aus, und viele historische Figuren sind mit den fiktiven Personen aus Kingsbridge verwoben. Dies ist in diesem zweiten Teil der Serie nur in geringem Maße der Fall. 2023 erschien mit Die Waffen des Lichts ein weiterer Teil der Reihe.

## Themen und Motive
Ken Follett widmet sich ähnlich wie in Die Säulen der Erde gleich mehrerer Themen, die im Spätmittelalter wichtig waren.
Die Geschichte spielt im England des 14. Jahrhunderts und schildert in erster Linie die Machtmechanismen und das Intrigantentum von feudalen und klerikalen Strukturen. Es geht um die Rolle der Frau im Mittelalter und ihre Emanzipation in der von Männern dominierten Welt des Spätmittelalters. Es geht um die Fortschritte der Medizin und der Heilkunst im Kampf gegen überholte Behandlungsmethoden, um die Rechte der Landarbeiter im angelsächsischen Feudalsystem und um ihr hartes und entbehrungsreiches Leben. Motive der Handlung sind Herrscherwillkür, Ausbeutung der Untergebenen, Macht und Missbrauch im Bereich der Kirche und Krone und diverse andere Themen. Über allem steht die Thematik des Existenzkampfs des entrechteten Individuums gegenüber großen Mächten. Hintergrund des Epos, welches teilweise als Familienchronik der verschiedenen Charaktere aufgebaut ist, ist der Beginn des Hundertjährigen Krieges und der Ausbruch der Pest, welche zu einer Verschiebung der herrschenden Ordnung in Europa führen.

„Daher übersprang Follett zweihundert Jahre und stellt nun die Nachfahren der Originale in den Mittelpunkt des Geschehens. Für diese macht er ein großes Fass auf: Von Baukunst über Krieg, Entwicklung der modernen Medizin, Kirchenkritik und Unterdrückung der Bauern bis hin zum Ungleichgewicht zwischen geistlichen und weltlichen Herren ist alles dabei, was das Mittelalter bewegte.“

„England im Jahre 1327. Vier junge Menschen versuchen ihr Glück zu machen: der rebellische Merthin, ein Nachfahre des großen Baumeisters Jack. Sein Bruder Ralph, der in den Ritterstand aufstrebt. Das Mädchen Caris, das sich nach Freiheit sehnt. Und Gwenda, die Tochter eines Tagelöhners, die nur der Liebe folgen will. Und da ist noch Godwyn, ein aufstrebender Mönch, der nur ein Ziel vor Augen hat: Er will Prior der Abtei Kingsbridge werden. Um jeden Preis.“

## Inhalt

### Handlung
Der Roman spielt in der fiktiven britischen Stadt Kingsbridge, welche 7.000 Einwohner besitzt und von dem dortigen Doppelkloster beherrscht wird. Im England des ausgehenden Mittelalters stehen erneut Neubauten und komplexe Beziehungs- und Liebesgeschichten im Mittelpunkt des in sieben Teile unterteilten Romangeschehens. In Kingsbridge stürzt die wichtige Hauptbrücke ein, die den Zugang zur Stadt ermöglicht. Ebenfalls zeigt sich, dass der über den ursprünglichen Entwurf hinaus vergrößerte Kathedralenturm erneuert werden muss, da seine Fundamente zu schwach sind und er sich neigt. Für beide Bauten gilt es, neue Techniken zu nutzen, die jedoch auf großes Misstrauen und auf Widerstände wegen des vorhandenen Standesdünkels stoßen. Ähnliche Gegenwehr erfährt auch die Einführung neuer oder wiederentdeckter Methoden in der Heilkunst. Ganz allgemein geht es damit auch um die Auseinandersetzung mit der Willkür, die die feudalen Strukturen ermöglichen, die weltliche wie klerikale Machthaber nicht aufgeben wollen. Das bürgerliche Kingsbridge strebt nach dem Stadtrecht, um sich von der Herrschaft des Klosters zu lösen, das die Stadt bis in diese Zeit hinein dominiert hat.
Die Handlungsträger lassen sich schematisch zwei Parteien zuordnen:
- Auf der einen Seite stehen die „Fortschrittlichen“: An ihrer Spitze der Baumeister Merthin, ein ferner Nachfahre Jack Jacksons, weiterhin die geschäftstüchtige Caris, Tochter eines reichen Wollhändlers, die sich als spätere Priorin des Nonnenklosters die Errichtung eines Hospitals zum Ziel setzt, sowie Gwenda, die als Landarbeiterin für sich und ihren geliebten Wulfric um Gerechtigkeit kämpft.
- Die auf „altem Recht und alter Ordnung beharrende“ Gegenpartei sind allesamt Anverwandte: Der Prior Godwyn, ein Cousin von Caris, und sein Adlatus und späterer Nachfolger Philemon, ein Bruder von Gwenda. Weiterhin gehört dazu Ralph, Merthins Bruder und späterer Graf von Shiring.

Der übergreifende Handlungsstrang ist aber die Liebesbeziehung zwischen dem begabten Architekten und Baumeister Merthin und der klugen und auf ihre Eigenständigkeit bedachte Caris. Schon in der Kindheit und Jugend haben sie sich kennen und lieben gelernt, erst nach vielen Wirren des Lebens und Schicksalsschlägen kommen sie zusammen.

### Inhaltsangabe

#### Erster Teil (November 1327)
(Seiten 1–75, Umfang: 75 Seiten), Illustration: Der verletzte Sir Thomas Langley im Kloster
Die erste Romanepisode spielt in der Kathedrale, welche bereits Hauptschauplatz der Handlung in Die Säulen der Erde war. Der Tagelöhner Joby stiftet seine kleine Tochter Gwenda dazu an, während des Gottesdienstes zu Allerheiligen 1327 den Geldbeutel des Adeligen Sir Gerald zu stehlen. Er hat als Dieb eine Hand durch den Scharfrichter verloren und kann Diebstähle nicht mehr selbst ausführen. Dem kleinen Mädchen gelingt die Tat und sie kann damit ihrer Familie für einige Zeit das Überleben sichern.
Die Kinder Gwenda, Caris Wooler und die beiden Brüder Ralph und Merthin, die Söhne des bestohlenen Sir Gerald, wollen beim Bogenschießen der Männer auf einer Wiese vor der Stadt zuschauen, Merthin darf aber seinen kleinen selbstgemachten Bogen nicht ausprobieren. Deshalb wollen sie dies im nahegelegenen Wald tun. Dort erleben sie einen Schwerterkampf zwischen drei Rittern, wobei einer von ihnen getötet wird. Der zweite stirbt durch einen Pfeil, den Ralph in sein Auge schießt. Sie retten so dem am Schwertarm schwer verwundeten Ritter Thomas Langley das Leben. Er verrät dem zurückgebliebenen Merthin, dass ein wichtiges Geheimnis im Brief an den Grafen von Shiring steht, den er mit sich führt und nun an Ort und Stelle vergräbt. Den Inhalt erfährt Merthin nicht, er muss jedoch schwören, erst nach dem Tod Langleys den versteckten Brief zu öffnen, denn er bringt beide in die Gefahr, umgebracht zu werden.
Sir Gerald, Merthins Vater, hat durch den Diebstahl sein Vermögen verloren und überschreibt seinen Besitz an die Priorei von Kingsbridge, dafür kommt nach Entschluss des Lehensherrn Roland, des Grafen von Shiring, die Kirche für seinen Unterhalt auf. Er ist nun ein Muntling des Klosters, ist also unfrei geworden und besitzt kein Land mehr. Graf Roland bestimmt über die Zukunft seiner beiden Söhne. Merthin wird Lehrling bei Baumeister Elfric und Ralph soll zunächst bei ihm lernen und später als Junker die Laufbahn eines Ritters einschlagen.
Caris, die Tochter des wohlhabenden Wollhändlers Edmund Wooler, nimmt Gwenda in ihr Haus mit und stellt ihr ihre Familie vor: ihre schwer kranke Mutter und ihre Tante Petronilla, die Schwester ihres Vaters. Nach dem nahen Tod der Mutter will Petronilla an ihre Stelle treten. Die verwitwete Petronilla hat einen eigenen erwachsenen Sohn, Godwyn, der Mönch in der Priorei geworden ist.
Ein wichtiger Erzählstrang beginnt mit diesem 21-jährigen Mönch Godwyn, der vergeblich versucht, bei seinem Onkel Anthony, dem Prior des Männerklosters, und bei der Priorin Cecilia des Frauenklosters das Studium in Oxford finanziert zu bekommen. Der ins Hospital des Klosters gebrachte Langley wird notdürftig versorgt und will überraschenderweise Mönch werden, weil er sich als Mönch Sicherheit verspricht. Noch in dieser Nacht stirbt die Mutter von Caris und Alice und ihre Tante Petronella, die Mutter von Godwyn und Schwester von Prior Anthony, übernimmt bei den Mädchen die Mutterrolle.

#### Zweiter Teil (8. bis 14. Juni 1337)
(Seiten 76–219, Umfang: 144 Seiten), Illustration: Gwenda bei den Geächteten
Der zweite Teil des Romans spielt fast zehn Jahre später, aus den Kindern sind junge Erwachsene geworden, die nun über ihr Leben selbst bestimmen wollen und starke Gefühle entwickeln, die weiterhin die Romanhandlung bestimmen.
Caris fühlt sich ebenfalls zu einem Medizinstudium berufen, muss aber einsehen, dass der Beruf des Arztes allein Männern vorbehalten ist und in ihrer Zeit vorwiegend von Mönchen ausgeübt wird, welche allerdings noch überholte und schädliche Behandlungsmethoden wie den Aderlass praktizieren.
Mittlerweile gehen Gerüchte vom Tod König Edwards II. um. Es ist die Rede von einer Rebellion, die von Roger Mortimer angeführt wird. Der verletzte Thomas Langley wird von den Nonnen gerettet, nachdem man ihm seinen Unterarm amputiert hat. Gegen den Widerstand der Priorin, Mutter Cecilia, welche die Aufnahme von Kriegern ablehnt, wird der Adelige zum Mönch Bruder Thomas.
Zwischen Merthin und Caris entwickelt sich eine leidenschaftliche Liebesbeziehung. Merthin erleidet als Lehrling bei Elfric zahlreiche Schikanen, die er jedoch in Kauf nimmt, um von der konservativ denkenden Zunft später als Geselle akzeptiert zu werden. Elfrics Tochter Griselda verführt den jungen Mann aus Rache, nachdem sie von einem anderen verlassen wurde und eröffnet ihm wenig später, sie sei von ihm schwanger. Es kommt zu einem Eklat. Elfric fühlt sich als Vater in seiner Ehre verletzt und schlägt Merthin zusammen. Bei dem Gerangel wird eine neue von Merthin geschnitzte Tür für die Kathedrale zerstört. Merthin erzählt Caris von seiner ungewollten Vaterschaft, was die verliebte junge Frau tief verletzt. Sie verspricht ihm aber, ihm weiter beizustehen.
Ralph wird in der Gefolgschaft des Grafen Roland zum Junker ernannt. Angesichts des anstehenden Krieges mit Frankreich und der damit verbundenen Kontribution reist Graf Roland nach Kingsbridge und will mit aller Macht Kriegssteuern eintreiben. Die Geschäfte auf dem Wollmarkt laufen nicht gut, aufgrund der besseren Infrastruktur hat der Markt der Nachbarstadt Shiring große Standortvorteile.
Im Dorf Wigleigh entbrennt eine Schlägerei zwischen Junker Ralph und dem Bauernsohn Wulfric, nachdem Ralph die Eierverkäuferin Annet auf dem Markt unsittlich berührt hatte. Dabei bricht Wulfric Ralph das Nasenbein. Er erlebt dabei eine Schmach, die er sein Lebtag nicht mehr vergessen wird. Lady Philippa wird Zeugin der Prügelei und gibt Ralph die alleinige Schuld daran. Wulfric wird für vierundzwanzig Stunden an den Pranger gestellt.
Bei einem nächtlichen Kirchgang entdeckt Godwyn, dass Bischof Richard Geschlechtsverkehr mit seiner eigenen Nichte Margery hat und bewahrt dieses Geheimnis für spätere Erpressungen auf seinem Weg zur Macht. Die junge Lady Margery, ein Mündel von Graf Roland, ist dem Grafen von Monmouth versprochen, um Rolands Machtposition in Südwestengland zu festigen.
Gwenda wird von ihrem Vater im Austausch mit einer Kuh an Sim Chapman, einen Hausierer und Kopf einer Bande von Gesetzlosen, verkauft und erlebt dabei ein Martyrium. Godwyn hat den Verkauf der eigenen Tochter mit Berufung auf das Buch Exodus, Kapitel 21,7  vorher legitimiert. Gwenda gelingt es, aus dem Waldlager der Geächteten zu fliehen, indem sie einem ihrer Bewacher bittet, austreten zu dürfen. Unter dem Vorwand freiwillig Sex mit ihm zu haben, ersticht sie ihn dabei und flieht daraufhin in Richtung Kingsbridge.
In Kingsbridge wird die geistig behinderte Nell wegen Hexerei zum Tod durch den Strang auf der Hinrichtungsstätte Gallows Cross auf der anderen Seite des Flusses verurteilt. Diverse Leute haben sie wegen Hexerei angeklagt und unter ihren Achseln das Satansmerkmal entdeckt. Das Urteil wird von Bischof Richard verkündet. Nell wird an einen Karren gebunden und mit der sensationslüsternen Volksmasse zur Hinrichtung gebracht. Infolge des großen Menschenandrangs stürzt die baufällige Brücke von Kingsbridge ein und es kommt zur großen Katastrophe, bei der hunderte von Menschen im Fluss ertrinken oder von herabfallenden Teilen erschlagen werden. Inmitten des turbulenten Ereignisses gelingt es Ralph, das Leben von Graf Roland zu retten und sich dadurch seiner Dankbarkeit zu versichern. Gwenda kämpft im Wasser mit ihrem Verfolger Sim Chapman, den sie am Ende ertränkt. Die Kathedrale von Kingsbridge ist angefüllt mit Toten und Verletzten, zusammen mit den Nonnen kümmert sich Caris aufopferungsvoll um die Menschen.

#### Dritter Teil (Juni bis November 1337)
(Seiten 220–467, Umfang: 248 Seiten), Illustration: Gwenda vor Wulfrics Pflug
Der Brückeneinsturz von Kingsbridge hat viele Menschenleben gefordert. Auch Prior Anthony ist dabei. Die Stadt steht vor schwerwiegenden Entscheidungen. Es geht um die Nachfolge von Prior Anthony und der anstehenden Wahl. Auch entbrennen Diskussionen um die Wiedererrichtung der Brücke, wobei strittig ist, sie kostengünstig aus Holz oder stabil aus Stein zu errichten. Letzter Vorschlag stammt von Merthin und wird aufgrund der hohen Kosten nicht angenommen. Ohne Brücke wird Kingsbridge jedoch seinen Status als Marktstadt verlieren und die Einnahmequelle der Wollhändler wird gefährdet.
Godwyn beginnt seinen Wahlkampf für das Amt des Priors und schreckt dabei vor nichts zurück. Sein Gegenkandidat ist der mittlerweile sehr angesehene Bruder Thomas, gegen den Godwyn verfängliches Material aus seiner rätselhaften Vergangenheit sucht. Der intrigante Mönch findet eine Übertragungsurkunde, welche besagt, dass im Gegenzug zur Aufnahme von Thomas ins Kloster Kingsbridge von Königin Isabella ein Grundstück in Norfolk übertragen wurde. Es gelingt dem hinterlistigen Godwyn am Ende alle Kandidaten auszustechen und als Prior von Kingsbridge gewählt zu werden. Die einzige Zustimmung, die ihm dabei fehlt, ist die Zustimmung des Bischofs.
In Wigleigh versucht Gwenda die Gunst von Wulfric zu gewinnen, der jedoch nach wie vor in Annet verliebt ist. Bei einer Versammlung auf dem Lehnshof ist Gwenda dem erst sechzehn Jahre alten Wulfric dabei behilflich, die Erlaubnis 90 Morgen Ackerland zu bewirtschaften, was früher einmal rechtmäßig seiner Familie gehört hatte. Nach zähen Verhandlungen mit dem Vogt erhält Wulfric die Erlaubnis das Land zu bestellen und es bei erfolgreicher Ernte wieder in seinen Besitz zu bekommen. Diese Abmachung gelte jedoch nur solange bis Wigleigh einen neuen Lehnsherren bekommt.
Im Gespräch mit der Heilerin Matti Wise erfährt Caris, dass Merthin unmöglich der biologische Vater von Griseldas Kind sein kann und dass man ihm damit ein Kuckuckskind unterschieben will. In Elfrics Haus kommt es daraufhin zu einem Streit, welcher mit der Aufkündigung des Lehrverhältnisses endet. Daraus resultiert, dass er keinen Gesellenbrief erhält, kein eigenes Werkzeug und fortan auf Kost und Logis bei seinem Lehrmeister verzichten muss. Auch ist eine Aufnahme in die Handwerkerzunft kategorisch ausgeschlossen und jegliche Form einer selbstständigen Arbeit unmöglich. Nach diversen Absagen erhält Merthin den Auftrag, eine kleine Kirche im Norden von Kingsbridge zu restaurieren. Bestätigt durch sein erstes selbst verdientes Geld macht Merthin Caris einen Heiratsantrag. Caris liebt Merthin, doch ihr Wille nach eigener Freiheit und der Wunsch, sich einem Mann nicht unterwerfen zu wollen, sind stärker und sie lehnt sein Angebot ab.
Godwyn bleibt nach erfolgreichen Intrigen als einziger Kandidat übrig und wird von den Mönchen einstimmig zum Prior gewählt. Durch diese Wahl fällt er bei Graf Roland in Ungnade, welcher sich einen anderen Kandidaten in dieser Position gewünscht hatte. Es kommt jedoch nicht zu Neuwahlen, da Godwyn den Bischof mittels seiner Unkeuschheit erpressen kann und sich somit durchsetzt.
Merthin hat sich mittlerweile einen Namen als talentierter Baumeister gemacht und konkurriert mit Elfric um den Bau der neuen Brücke. Während Merthin eine haltbare Steinbrücke favorisiert, beharrt Elfric auf die altmodische und günstigere Holzvariante. Godwyn gibt Merthins Steinbrücke den Vorzug und verlangt von den Kaufleuten der Stadt das Geld dazu. Auch beharrt er auf das verbriefte Recht des Brückenzolls in Namen der Priorei. Caris mischt sich in das Geschäft ein und erwirkt eine Verpachtung sowohl der Brücke, des Umlandes und der Flussinsel Leper Island. Jeder Bürger der Stadt hat eine gewisse Summe jährlich an die Priorei zu zahlen. Caris ist von Merthin schwanger geworden, verweigert sich aber immer noch der Ehe mit ihm. Mithilfe von Matti Wise begeht sie einen Schwangerschaftsabbruch.
Zum Entsetzen der Dorfbewohner wird Ralph der neue Lehnsherr von Wigleigh und rächt sich an Wulfric, indem er die Erbschaft des Landes untersagt. Aus Verzweiflung bemüht sich Gwenda dies zu verhindern und bietet Ralph ihren Körper an.

#### Vierter Teil (Juni 1338 bis Mai 1339)
(Seiten 468–641, Umfang: 174 Seiten), Illustration: Ralph, Alan und die nackte Annet
Gwenda wird Mutter eines Kindes, das dem vermeintlichen Vater Wulfric äußerlich nicht ähnlich sieht. Da der Bau der Brücke ausbleibt, wird der Wollmarkt des Jahres 1338 zu einer kommerziellen Katastrophe für Kingsbridge. Caris ermuntert ihren Vater nach Lösungen aus der Misere zu suchen und verspricht sich aus dem Färben von Tuch einen höheren Gewinn als durch den Verkauf von Rohwolle.
Sie verkauft ihre gefärbte Ware auf dem Wollmarkt von Shiring. Ihre Expansionspläne, die Walkmühle von Kingsbridge benutzen zu dürfen, scheitern am Starrsinn Godwyns, welcher weder den Gebrauch seines Eigentums noch den Bau einer neuen Mühle einräumt. Auch untersagt er den Wollwebern der Stadt strikt ihre eigenen Walkmühlen zu bauen. Bei einer juristischen Erörterung dieser Streitfrage stellt sich heraus, dass sich die ganze Stadt Kingsbridge im Besitz der Priorei befindet. Für Caris eine unerträgliche Vorstellung, welche die Entwicklung des Ortes nachhaltig behindert. Sie plant den König von England um die Stadtrechte von Kingsbridge zu bitten. Als wesentliches Argument dient ihr dabei das erhöhte Steueraufkommen für die Kriege des Königs, das eine prosperierende Stadt versprechen würde.
Bei einem Jagdausflug entdecken Ralph Fitzgerald und sein Kompagnon Alan Fernhill Frauen, die Kleidung an einem Fluss waschen. Eine von ihnen ist Annett aus Wigleigh, die von den beiden brutal vergewaltigt wird.
Trotz seiner gesellschaftlichen Stellung wird Ralph durch das Bestreben von Lady Philippa der Schändung eines Bauernmädchens angeklagt. Bevor die Todesstrafe an ihm vollzogen werden kann, flieht Ralph aus dem Gerichtssaal und findet Anschluss bei Geächteten, welche die Umgebung von Kingsbridge unsicher machen. Thomas spürt durch einen Hinweis von Merthin Ralph auf und will ihn seiner gerechten Strafe zuführen. In diesem Moment erscheint der Sheriff von Shiring mit einem königlichen Dekret, welches besagt, dass alle Gefangenen der Grafschaft eine Amnestie erhalten, sofern sie der Armee des Königs im Feldzug gegen Frankreich beitreten.
Godwyn entzieht Merthin den Brückenauftrag, als er feststellt, dass er außerhalb der Stadt eine neue Walkmühle gebaut hat. Merthin ist enttäuscht, dass Caris ihn trotz ihrer Liebe nicht heiraten will und berichtet ihr von seinem Plan, in Italien als Architekt und Baumeister tätig zu werden. Daraufhin ändert sie ihre Meinung und willigt in die Eheschließung ein.
Godwyn will eine für ihn ungünstige Machtkonstellation zwischen Merthin und Caris um jeden Preis verhindern und erwirkt an ihrem Hochzeitstag eine Anklage wegen Ketzerei. In dem darauf folgenden Schauprozess wird der Anklage gegen Caris stattgegeben und sie wird als Hexe zum Tod verurteilt. Mutter Cecilia kann eine Hinrichtung im letzten Moment verhindern, indem sie Caris gegen ihren Willen im Kloster als Novizin aufnimmt. Merthin ist geschockt von den Ereignissen und von dem abweisenden Verhalten seiner geliebten Caris im Kloster und reist aus enttäuschter Liebe fluchtartig nach Florenz ab.

#### Fünfter Teil (März 1346 bis Dezember 1348)
(Seiten 642–893, Umfang: 252 Seiten), Illustration: Der Hundertjährige Krieg
Caris wird Nonne und widmet ihren Tagesablauf hauptsächlich der Krankenpflege und dem Studium der Heilkräuter. Sie misstraut Prior Godwyn und hält es nicht für ratsam, wenn sich Mönche und Nonnen eine gemeinsame Schatzkammer teilen.
Gilbert von Hereford wird in flagranti dabei ertappt, wie er im Begriff ist, den Kirchenschatz zu stehlen. Daraufhin wird er von einem Kirchengericht zum Tode verurteilt. Godwyn verhängt das Strafmaß, ihn bei lebendigem Leibe zu häuten. Seine abgezogene Haut wird anschließend vor die Tür der Schatzkammer genagelt, um weitere potentielle Diebe in Zukunft abzuschrecken.
Der italienische Tuchhändler Buonaventura Caroli ist in der Stadt und erzählt seiner ehemaligen Geschäftspartnerin Caris, dass Merthin eine Tochter hat und in Florenz verheiratet ist. Caris versucht Merthin zu vergessen und konzentriert sich auf die Errichtung eines Hospitals mit separierten Bereichen zwischen Gesunden und Infizierten, mit hygienischen Latrinen und einer Apotheke. Der prunksüchtige Godwyn hat sich einen luxuriösen Palast bauen lassen und verhindert den Bau eines Hospitals. Es kommt heraus, dass er Wertgegenstände der Nonnen aus ihrer gemeinsamen Schatzkammer veruntreut hat.
Caris versucht alles, um das Recht ihrer Ordensschwestern einzufordern und will den Bischof aufsuchen. Zusammen mit Schwester Mair, die Gefühle für Caris hegt, reist sie im Juli 1346 in das vom Krieg verheerte Frankreich. In den verwüsteten Landstrichen machen die beiden Frauen traumatische Erfahrungen eines Kriegs, den ihr König initiiert hat. Es stellt sich heraus, dass der Bischof gefallen ist, so dass nur noch König Edward III ihrer Bitte entsprechen kann. Sie folgen der Blutspur des englischen Heeres inmitten von Leichenbergen getöteter Zivilisten und eingeäscherter Orte und Äcker.
Die englische Armee wird von der französischen verfolgt und sucht für die Rückkehr nach England bei der Furt von Saigneville einen Übergang über die Somme. Auf der anderen Seite dieses Übergangs kommt es zur Schlacht von Blanchetaque am 24. August 1346. Caris und Mair stoßen auf das französische Heer und werden unfreiwillig Augenzeugen der Schlacht von Crécy. Nach dem Sieg der Briten spricht Caris bei König Edward III. vor, der sich aber aus einer Verurteilung Godwyns heraushält, da es sich hierbei um eine rein kirchliche Angelegenheit handeln würde. Aufgrund seiner Verdienste in der Schlacht von Crécy wird Ralph Fitzgerald in den Ritterstand erhoben und erhält das Gut von Tench als sein Lehen. Bei seiner Rückkehr nach England heiratet Sir Ralph die zwölfjährige Tilly und erwirbt somit das Recht auf das Erbe ihres vermögenden Vaters. Als Großgrundbesitzer verweigert er den Lohn für Wulfric und Gwenda, die nur ein Minimum an Naturalien erhalten und sich dabei nach ihrem langen Kampf um ihr Recht betrogen fühlen.
Merthin verlässt Italien, da er dort bis auf seine Tochter Lolla seine ganze Familie durch die Pest verloren hat und kehrt zurück nach Kingsbridge. Er hält erneut um Caris Hand an und wird erneut sanft von ihr zurückgewiesen, da sie ihre Prioritäten in der Verwirklichung ihrer verantwortungsvollen Aufgaben als Priorin sieht.
In der Stadt ist ein Streit über Elfrics schlampig ausgeführten Brückenbauarbeiten entbrannt. Elfric behauptet, er hätte nach Merthins Plänen gebaut, doch Merthin kann nachweisen, dass die Brückenfundamente nicht seinen Plänen entsprechen. Es zeigt sich, dass auch das Mauerwerk der Kathedrale Risse aufweist und der Turm dringend renoviert werden muss.
In Kingsbridge erkranken die ersten Menschen an der Pest und täglich werden es mehr, bis eine große Epidemie ausbricht, welche hunderte der Bewohner innerhalb kürzester Zeit dahinrafft. Dazu gehört auch die Priorin Mutter Cecilia. Noch bevor sie stirbt, eröffnet sie das Geheimnis, dass König Edward II. einem Mordkomplott von Königin Isabella und ihrem Geliebten Roger Mortimer zum Opfer gefallen und eines unnatürlichen, gewaltsamen Todes gestorben sei. Daraufhin wurde der junge und noch völlig unerfahrene Edward III. zum König gekrönt.
Caris wird nach Cecilias Tod zur neuen Priorin gewählt und muss daher Merthins Drängen, mit ihr und seiner Tochter Lolla vor der Pest zu fliehen und woanders ein neues Leben zu beginnen, ablehnen. Solange Caris' Wahl zur Priorin noch nicht offiziell vom Bischof bestätigt wird, hat Godwyn die Hoffnung, dies mit aller Macht zu verhindern. Also wird Caris von ihm zum zweiten Mal der Ketzerei bezichtigt. Doch dann bekommt er Angst, selbst an der Pest zu erkranken. Er entwendet die Dokumente und die Reliquien des Klosters und flieht mit seinem Gefolge in das kleine Kloster Saint-John-in-the-Forest, dort wo er der Meinung ist, die Pest würde ihn nicht erreichen. Bischof Henri höchstpersönlich stattet Kingsbridge einen Besuch ab, findet die Priorei jedoch verlassen vor.

#### Sechster Teil (Januar 1349 bis Januar 1351)
(Seiten 894–1151, Umfang: 258 Seiten), Illustration: Caris überrascht Merthin und Philippa
Auch Baumeister Elfric stirbt an der Pest und Caris' Schwester Alice wird Witwe. Merthin tritt Elfrics Stelle als Ratsältester an und sucht nach einem Hinweis von Tam Hiding, dem „König der Gesetzlosen“, gemeinsam mit Caris nach dem flüchtigen Godwyn samt den geraubten Klosterschätzen. Sie spüren die flüchtigen Mönche um Godwyn in dem abgelegenen Kloster Saint-John-in-the-Forest auf und stellen ihn zur Rede. Godwyn verteidigt seinen Diebstahl, er hätte mit seinen Gottestreuen lediglich den Kirchenschatz an einem sicheren Ort bewahrt. Erst durch einen Zufall und durch die Hilfe von Bruder Thomas finden sie die Urkunden und Wertsachen in einem Holzsarg. Godwyn befindet sich im Endstadium der Pestinfektion und stirbt, dem Wahnsinn verfallen, in einer regnerischen Nacht.
Die Pest, die nach einer kurzen Pause in einer zweiten, noch verheerenderen Welle ganze Landstriche und Städte heimsucht, hat die sozialen Stände umgekehrt, indem sie weder Adelige noch Bettler verschont. Aufgrund der hohen Verluste bleibt wertvolles Ackerland unbestellt. Caris erlässt eine Notverordnung und bietet jedermann an, auf ihrem Grundbesitz zinsfrei zu arbeiten und einen festgesetzten Lohn zu erhalten. Die mittellosen Menschen folgen diesem Ruf in Scharen und bewirtschaften erstmals Land für eine Vergütung. Ritter Ralph, der seine Leibeigenen stets schlecht behandelt und versklavt hat, sieht sich auf einmal seiner Bauern „beraubt“ und beschwert sich beim Hochadel. Kurz danach erlässt der König das Edikt, dass alle Bauern und Landpächter unverzüglich in ihre Dörfer zurückzukehren haben, da sie „Eigentum“ des dortigen Lehnsherren sein. Abtrünnige dürfen wie Vogelfreie gejagt werden. Zumindest wird erwirkt, dass sie für ihre geleistete Arbeit einen Penny Höchstlohn erhalten.
Für Wulfric und Gwenda sind die kurzen Tage der Freiheit vorbei und sie müssen zähneknirschend auf das Land ihres verhassten Lehnsherren Sir Ralph zurückkehren. Die Pest macht auch vor dem Grafen von Shiring nicht halt und tötet ihn und seine Söhne. Für Ralph eröffnet sich die lang ersehnte Möglichkeit, durch eine Heirat mit der Witwe, Lady Philippa, in den Besitz der einst wohlhabenden Grafschaft von Shiring zu gelangen. Dazu muss seine jetzige Ehefrau Tilly sterben und er braucht die Ernennung des Königs, den er mit der Entwendung des geheimnisvollen Briefes von Thomas Langley dazu bewegen will. Tilly flieht aus Angst vor ihrem gewalttätigen Ehemann in die Priorei, wo man ihr Unterschlupf gewährt. Mit gedungenen Mordknechten dringt der maskierte Ralph in das Kloster ein, sucht nach dem Brief und ermordet seine Frau Tilly und eine Nonne. Es gelingt ihm unbemerkt zu entfliehen.
Auf der Beerdigungszeremonie für Tilly spielt Ralph den trauernden Ehemann. Er hat sein Ziel erreicht, es fehlt ihm noch die Einwilligung von Lady Philippa zu ihrer Vermählung.
Caris versucht weiterhin, ihren Lebenstraum zu verwirklichen, zu dem das Stadtrecht für Kingsbridge, der Bau des neuen Kathedralenturms und der Neubau des Hospitals gehören. Obwohl Caris gegen die Unkeuschheit, Trunkenheit und Ausschweifung der Bewohner von Kingsbridge vorgeht, lebt sie mit Merthin, vor den Augen der Öffentlichkeit verborgen, in einer Art wilden Ehe. Der misstrauische Philemon, der vom Bischof zum Prior ernannt worden ist, entdeckt ihr Geheimnis und denunziert sie. Der Bischof ermahnt Caris, ihre Unkeuschheit mit sofortiger Wirkung aufzugeben, was zur Folge hat, dass sich Caris erneut von Merthin trennt.
Die stolze Lady Philippa, die von Ralph schon lange begehrt wird, wird nach anfänglicher Weigerung zur Hochzeit mit Ralph gezwungen, da dieser damit droht, andernfalls ihre minderjährige Tochter zu freien. Damit ist Sir Ralph der Graf von Shiring und nutzt seine neue Machtfülle skrupellos aus.
Philemon ist seiner Aufgabe als Prior nicht gewachsen und veräußert Caris' Aufzeichnungen über Heilpflanzen an eine Apotheke in London. Bischof Henri ernennt den Mönch Simon zum neuen Leiter des Hospitals, welcher allerdings nicht die gleiche Begabung besitzt wie die Vorgängerin Caris. Die Einnahmen gehen zurück und der neue Turm der Kathedrale kann nicht mehr finanziert werden. Merthin möchte auf der Flussinsel Leper Island ein neues Hospital errichten, wo Caris ihrer alten Beschäftigung wieder nachgehen kann. Dazu soll der Bischof sie von ihrem Gelübde als Nonne entbinden und sie dadurch in die Lage versetzen, Merthin endlich heiraten zu können.

#### Siebter Teil (März bis November 1361)
(Seiten 1152–1294, Umfang: 143 Seiten), Illustration: Ralph im Kerker bei Sam
Sam, der Sohn von Gwenda und Ralph, geht verbotenerweise der Landarbeit außerhalb von Wigleigh nach und wird gefangen genommen. Bei der Gefangennahme erschlägt er Jonno, den Sohn des Vogtes. Wegen seines Vergehens wird er zum Tode verurteilt. Gwenda fleht den Lehnsherr und Richter über seine Hörigen Ralph, den sie in einem Schlafgemach aufsucht, an, ihn zu verschonen, da er sein leiblicher Sohn ist. Sam sei in der Nacht entstanden, als sie ihn um das Erbrecht von Wulfric gebeten und ihm ihren Körper dafür gegeben habe. Ralph gefällt die aggressive und jähzornige Art seines Sohnes, er begnadigt ihn und nimmt ihn gegen den Willen der Mutter als Schildknappen in den Reihen seiner Soldaten auf.
Ralph zwingt Gwenda, die sich in seiner Abhängigkeit befindet, zu einem Treffen in seiner Jagdhütte. Dabei versucht er sie zu vergewaltigen. Sam, der seiner Mutter auf ihrem Weg gefolgt ist, wird Zeuge dieser Szene. Bei dem dadurch entstehenden Handgemenge ersticht die jahrelang gequälte und entehrte Mutter ihren Peiniger. Gwenda verhindert durch einen Stich in Ralphs Kehlkopf, dass dieser Sam noch im letzten Moment eröffnen kann, dass er sein leiblicher Vater sei. Die beiden fliehen unerkannt nach der Tat.
In Kingsbridge sollen die Positionen der Kirchenoberhäupter neu besetzt werden. Bischof Henri ist als Erzbischof vorgesehen und Philemon, welcher die konservativen Kreise der Stadt auf seiner Seite hat, als Bischof. Merthin will dies mit aller Macht verhindern. Philemon rächt sich, indem er den Bau des Turms aussetzt und dafür eine neue Marienkapelle bauen lässt. Es kommt zu einem Kompromiss, Henris Vertrauter Claude nimmt die Stelle des Bischofs an und Philemon eine Position außerhalb von Kingsbridge. Merthin gräbt das geheimnisvolle Dokument aus, um den König von der Ernennung Philemons abzubringen.
In der letzten Szene stehen Caris und Merthin auf dem Turm der Kathedrale, der mittlerweile zum höchsten Gebäude Englands geworden ist, und beobachten erleichtert, wie Philemon abreist.

### Personen

#### Hauptpersonen
Merthin: Der älteste Sohn verarmter Adliger namens Sir Gerald und Lady Maud wird in eine Zimmermannslehre gegeben. Durch Geschick und Einfallsreichtum übertrifft er bald seinen Lehrherrn Elfric. Nachdem die alte Brücke von Kingsbridge eingestürzt ist, plant und beginnt er den Bau einer gänzlich neuen Brücke. Doch kurz vor Abschluss seiner Arbeiten wird ihm dieser Auftrag wieder entzogen. Als seine Geliebte Caris Nonne wird, um einen Hexenprozess aufgrund falscher Anschuldigungen abzuwenden, kehrt er England den Rücken. Er lässt sich in Florenz als Baumeister nieder, wo er später eine andere Frau heiratet und mit ihr ein Kind bekommt. Seine Frau stirbt an der Pest, während er sich von der Infektion erholt. Anschließend kehrt er mit seiner Tochter Lolla nach Kingsbridge zurück. Finanziell nun unabhängig, wird er zum Ratsältesten ernannt und macht sich daran, anstelle des alten und einsturzgefährdeten Turms der Kathedrale einen neuen, weit höheren zu errichten. Sein Ziel ist es, den höchsten Turm Englands zu bauen. Nach Caris' Ausscheiden aus dem Kloster heiratet er sie.
Caris: Sie ist das Kind des Wollhändlers Edmund Wooler und damit Cousine des späteren Priors Godwyn. Ihre Schwester ist mit dem Lehrherrn von Merthin verheiratet. Obwohl die Umstände sie wiederholt trennen, sind sie und Merthin ein lebenslanges Liebespaar. Allerdings ist sie nicht gewillt, sich mit der Rolle der unterwürfigen Ehefrau abzufinden. Der frühe Tod ihrer Mutter weckt in ihr den Wunsch, ihr Leben der Pflege und Heilung Kranker zu widmen. Caris strebt nach Autonomie. Nach ihrem erzwungenen Eintritt ins Kloster übernimmt sie die Verantwortung für das Hospital und wird schließlich sogar Priorin. Sie verlässt das Kloster erst, als sie die Leitung des von Merthin gebauten städtischen Hospitals übernehmen und ihn selbst endlich auch heiraten kann.

„Caris schaute in nahezu jeden Körperteil eines lebenden Menschen: das Gehirn unter einem eingeschlagenen Schädel, das Röhrenwerk einer aufgeschlitzten Kehle, die Muskeln und Sehnen eines aufgetrennten Arms, das Herz und die Lungen in einem zerschmetterten Brustkasten, das schleimige Gewirr der Eingeweide, die Gelenke der Gliedmaßen an Hüfte, Knie und Knöchel. In * einer Stunde auf dem Schlachtfeld lernte sie mehr als in einem Jahr im Hospital der Priorei. Nun wusste sie, welshalb Matthew Barber sich so gut auskannte. Kein Wunder, dass er so viel Selbstvertrauen besaß.“

„Alles. Betrunkene, die sich gegenseitig zu Krüppeln schlagen. Eltern, die ihre kranken Kinder auf der Schwelle des Hospitals zurücklassen. Männer, die Schlange stehen, um auf einem Tisch vor dem White Horse eine Betrunkene zu ficken. Vieh, das auf den Weiden stirbt. Halb nackte Büßer, die sich erst geißeln und dann Pennys von den Umstehenden erbetteln, um das Geld zu versaufen. Und vor allem, dass eine junge Mutter in meinem Kloster brutal ermordet wird. Mir ist es gleich, ob wir alle an der Pest sterben. Aber solange wir noch leben, werde ich nicht zulassen, dass unsere Welt in Scherben fällt.“

Gwenda: Gwenda ist die bodenständige und kämpferische Tochter des Tagelöhners Joby Wigleigh, der auch Gaunereien begehen muss, um seine Familie durchzubringen. Trotz der Rechtlosigkeit ihres Standes verliert sie nie den Lebensmut und verfolgt kämpferisch ihre Ziele. Sie liebt leidenschaftlich den Bauernsohn Wulfric und will ihn heiraten. Dieser jedoch ist in Annet verliebt und ihr versprochen. Beim Einsturz der alten Brücke verliert Wulfric seine ganze Familie. Weil er dadurch die Erbschaftssteuer nicht zahlen kann, verliert er das Lehnsgut seiner Eltern. Annet wendet sich deshalb von ihm ab, heiratet einen Anderen, und Gwenda gelingt es nun, Wulfric für sich zu gewinnen. Erst als im Zuge der Pest die Zahl der arbeitsfähigen Menschen in der Grafschaft immer weiter sinkt, erhalten Gwenda und Wulfric aus der Not des Grafen Ralph heraus ihr Land zurück.
Ralph: Ralph ist Merthins jüngerer Bruder und beweist schon als Kind einen Hang zur Grausamkeit. Als Knappe gerät er in Streit mit Wulfric und nutzt seine spätere Stellung als Herr von Wigleigh, sich an ihm zu rächen, indem er unter anderem auch Gwenda missbraucht. Wegen der Vergewaltigung Annets schließlich zum Tode verurteilt, kann er sich jedoch retten, weil Graf Roland ihn als Junker im Krieg gegen Frankreich einsetzen will. Graf Roland stirbt im Krieg, sein Sohn William folgt ihm nach. Ralph kehrt erfolgreich aus der Schlacht von Crécy zurück und wird zunächst Herr von Tench und nach dem Tod des Grafen William während der Pest selbst zum Grafen ernannt. Um die Grafschaft Shiring für sich beanspruchen zu können, ermordet er seine erste Frau Tilly und heiratet kurz darauf die von ihm schon seit langem begehrte Witwe Philippa. Am Ende wird er von Gwenda und ihrem gemeinsamen Sohn Samuel, der bei der ersten Vergewaltigung gezeugt wurde, getötet, als er Gwenda erneut vergewaltigen will.

„Merthin war entsetzt. ‚Du willst ihn lebenslang bestrafen?‘ ‚An dem Tag, an dem ich Furcht in seinen Augen entdecke, wenn er mich ansieht, soll er alles bekommen, was er will.‘ ‚Ist dir das so wichtig?‘, fragte Merthin ungläubig. ‚Dass die Menschen dich fürchten?‘ ‚Es ist das Wichtigste auf der Welt‘, erwiderte Ralph. “

Godwyn: Der Cousin von Caris ist Mönch und Mesner in der Priorei. Mit Hilfe seiner klugen und skrupellosen Mutter Petronilla erlangt er durch ebenso geschicktes wie rücksichtsloses Taktieren das freigewordene Amt des Priors. Trat er als Reformer an, entwickelt er sich schnell und immer mehr zu einem selbstsüchtigen und ultrakonservativen Dickkopf, dessen Ehrgeiz und Geltungssucht immer wieder Auswirkungen zuungunsten der Priorei und der Stadt haben. Er behindert den Brückenbau, vertreibt für lange Jahre Merthin aus der Stadt und veruntreut Gelder des Nonnenklosters, um sich selbst einen Priorspalast zu errichten. Er stirbt später an der Pest, nachdem er aus Furcht vor der Krankheit mit den anderen Mönchen aus dem Kloster in die Abtei St. John in the Forest geflohen ist.
Philemon: Der heuchlerische Bruder von Gwenda ist am Anfang Diener der Priorei. Mithilfe seiner Skrupellosigkeit verschafft er sich Zugang zur Priorei, indem er als Mönch aufgenommen wird. Durch ständige Schmeicheleien gegenüber Godwyn wird er zum Subprior erhoben. Als Godwyn an der Pest stirbt, taucht Philemon auf und reißt den Priorentitel an sich. Zum Schluss macht er fast den Traum Merthins vom höchsten Turms Englands zunichte, indem er sich den älteren Klerus zum Verbündeten macht, während die Zeit für einen Bischofswechsel nicht weit ist.

#### Nebencharaktere
Historische Figuren gibt es in diesem Roman nur wenige:
- König Edward III.: Er beginnt den Feldzug nach Frankreich, der zum Hundertjährigen Krieg führt. Im Roman hält er sich aus klerikalen Streitigkeiten heraus. Er belohnt Ralph, weil dieser so tapfer gekämpft hat und auch das Leben seines Sohnes verteidigt hat.
- Edward von Woodstock: Der Sohn Edwards III., später „Schwarzer Prinz“ genannt, kämpft in der Schlacht von Crécy mit und wird von Ralph im Kampf gerettet.
- Philipp VI.: Gegner von Edward III. im Hundertjährigen Krieg. Da er sich nicht gegen seinen Bruder Karl von Valois durchsetzen kann, kommt es zur Niederlage bei Crécy

Follett lässt seine erfundenen Nebencharaktere im Roman wie Schachfiguren in einem großen Ränkespiel auf den Seiten ihrer Könige und Königinnen agieren, er verschiebt sie taktisch und die Kombinationen sind oft überraschend.
- Thomas Langley: ein Ritter, welcher am Anfang des Buches auftaucht. Zusammen mit Ralph tötet er zwei Ritter der Königin, nachdem er von ihnen angegriffen wurde. Dabei wird er schwer verletzt und verliert den linken Arm ab dem Ellbogen. Zusammen mit Merthin vergräbt er eine Nachrichtendepesche an einem Baum. Langley wird Mönch, um der Vergeltung zu entgehen. Langley ist mit Merthin und Caris befreundet und vereitelt zahlreiche Intrigen von Godwyn. Auch ist er ein direkter Gegenspieler zu Ralph, den er fast bis zur Verurteilung bringt. Thomas Langley stirbt im Jahr 1361 als seniler Mönch. Merthin gräbt seinen Brief aus und erfährt, dass König Edward II. nicht ermordet wurde, sondern fliehen konnte und sich im Exil verbirgt.

- Lady Philippa: Edelfrau und Gemahlin von Lord William of Caster, dem späteren Earl William of Shiring. Als William und ihre beiden Söhne an der Pest sterben, wirbt Ralph um ihre Hand, um den Titel des Grafen von Shiring zu erwerben. Ein Erlass von König Edward III. zwingt Lady Philippa dazu, den verhassten Ralph zu heiraten. Da Ralph Graf von Shiring wird, flieht Philippa ins Nonnenkloster und beginnt dort eine Liebesaffäre mit Merthin.

- Wulfric: attraktiver, kräftiger Bursche und fleißiger Tagelöhner, der auf dem Gut von Wigleigh arbeitet. Wulfric wird nach einer Schlägerei der Todfeind von Ralph, vor allem ist dies dem Umstand geschuldet, dass er sich nicht vor ihm fürchtet. Wulfric verliert sein Geburtsrecht, als freier Bauer sein Land zu bestellen, und wird mehrfach Leibeigener von Ritter Ralph, der ihn um sein Besitztum gebracht hat. Wulfric heiratet Gwenda und hat mit ihr zwei Söhne.

- Elfric: verbitterter und rachsüchtiger Baumeister und Tischlermeister, Sohn des talentierten Joachim. Elfric macht seinem Lehrling Merthin das Leben zur Hölle und verwehrt ihm in Einverständnis mit seiner Zunft ein berufliches Fortkommen. Er ist lange Zeit der maßgebende Ratsvorsitzende in Kingsbridge.

- Annet: hübsches Bauernmädchen im Dorf Wigleigh. Sie nutzt ihren weiblichen Charme, um Eier auf dem Markt zu verkaufen. Sie wird die Verlobte von Wulfric und Nebenbuhlerin von Gwenda. Ralph fühlt sich zu ihren Reizen hingezogen und vergewaltigt sie.

- Mattie Wise: Kräuterfrau von Kingsbridge. Sie muss aus der Stadt fliehen, als sie von Philemon im Zuge einer Intrige gegen Caris der Hexerei verdächtigt wird. Sie unterweist die junge Caris in der Heilkunst und mischt einen Liebestrank für Gwenda, damit diese Wulfric gewinnen kann. Außerdem gibt sie Caris ein Mittel, dass zu einer Abtreibung bei ihr führt.

- Joby Wigleigh: steht an der untersten Stelle der sozialen Hierarchie in Wigleigh. Joby ist ein landloser Tagelöhner, Stadtstreicher und Dieb. Er lügt, betrügt und stiehlt für den Lebensunterhalt seiner Familie. Für einen Diebstahl wurde er mit dem Abhacken seiner Hand bestraft. Er tauscht seine Tochter Gwenda gegen eine Kuh ein.

- Madge Webber: das einzige überlebende Mitglied der Webber-Familie. Sie ist zunächst arm. Caris verbessert die Lebenssituation ihrer Familie, indem sie sie als Weberin einstellt. Ihr Ehemann Mark Webber wird das erste Pestopfer in Kingsbridge, kurz bevor er gegen Elfric als Ratsvorsitzender antritt. Auch ihre Söhne sterben an der Krankheit. Später heiratet Madge wieder und bekommt eine Tochter.

- Alice: Caris' ältere Schwester, mit der sie sich nicht versteht. Sie heiratet Elfric.

- Griselda: Elfrics Tochter aus erster Ehe. Sie verführt den Lehrling Merthin, nachdem ihr Verlobter Thurstan sie als Schwangere verlassen hat. Sie und ihr Vater wollen Merthin wegen seiner vermeintlichen Vaterschaft zur Ehe zwingen, was jedoch aufgedeckt wird

- Buonaventura Caroli: italienischer Wollhändler, welcher regelmäßig Geschäftsreisen nach Kingsbridge unternimmt. Er ist ein Freund von Edmund und später von Merthin, während dieser in Florenz lebt. Er unterstützt Caris bei der Entwicklung ihres rotgefärbten Tuches.

- Lolla (Laura): Merthins Tochter mit seiner Florentiner Ehefrau, die an der Pest stirbt. Lolla ist noch ein Kleinkind, als sie die Pest überlebt. Ihr Vater nimmt sie mit nach England, wo sie später in die Fußstapfen der Heilerin Caris tritt, nachdem alle ihre Freunde – mit denen sie eine Zeitlang im Wald gelebt hat – an der Pest gestorben sind.

- Bessie Bell: Schankmagd in der Bell’s Taverne ihres Vaters. Bessie kümmert sich um Lolla und verführt Merthin nach seiner Rückreise aus Italien. Sie stirbt beim ersten Ausbruch der Pest und hinterlässt die Schenke Merthin.

- Mair: eine junge Nonne mit einem engelsgleichen Gesicht. Sie verliebt sich in Caris und während der Reise durch Nordfrankreich wird sie ihre Geliebte. Auch sie stirbt beim ersten Ausbruch der Pest.

- Prior Anthony: Onkel von Godwyn und Caris, Prior von Kingsbridge zu Beginn des Buches. Prior Anthony kommt beim Zusammensturz der Brücke ums Leben.

- Prior Saul Whitehead: Neffe des Earls von Shiring und Prior der Abtei Saint-John-in-the-Forest, einer kleinen im Wald gelegenen Filiale der größeren Priorei von Kingsbridge. Prior Saul wurde ursprünglich als neuer Prior von Kingsbridge vorgesehen, verlor die Wahl jedoch nach Manipulation von Godwyn.

- Bischof Richard: jüngster Sohn von Graf Roland. Er denkt praktisch, verhält sich jedoch nicht devot. Seine Affäre mit seiner Nichte Margery macht ihn angreifbar, was den Karriereplänen Godwyns nützt. Er fällt in der Schlacht von Crécy.

- Tilly (Matilda von Tench): junge Edelfrau, wurde von den Nonnen erzogen. Wird als Minderjährige gezwungen, Ritter Ralph zu heiraten und gebiert ihm seinen Sohn Gerald. Später wird sie von ihrem Ehemann ermordet, damit dieser Lady Philippa heiraten kann.

- Henri von Mons, Bischof von Kingsbridge: ein guter, intelligenter und praktisch denkender Mann. Am Anfang ist er auf Caris' Seite, da er sie für eine talentierte Frau hält, und sorgt für das Gleichgewicht der Kräfte in Kingsbridge. Henri unterhält eine intime Beziehung zum Kanonikus Claude. Am Ende stellt er sich gegen Caris und ernennt Philemon zum Prior.

- Petronilla: Mutter von Godwyn und Schwester von Prior Anthony und Edmund Wooler. Nach dem Tod ihrer Schwägerin Rose nimmt sie deren Platz im Haushalt von Edmund Wooler ein. Sie unterstützt die ehrgeizigen Pläne ihres Sohnes. Sie ist die Antagonistin ihrer Nichte Caris und stirbt während der Pestepidemie.

- Edmund Wooler: Ratsherr der Gemeindegilde und Vater von Caris und Alice. Er hat nach dem Tod seines Vaters das Wollgeschäft der Familie übernommen. Wooler steht häufig im Konflikt mit der Priorei, die andere Interessen als die Kaufleute vertritt.

- Odila von Shiring, Gräfin von Monmouth: Edelfrau und das einzige überlebende Kind des Earls William von Shiring, nachdem die Pest alle ihre Brüder getötet hat. Sie heiratet David von Caerleon, den jungen neuen Grafen von Monmouth.

- Mutter Cecilia: Priorin der Abtei. Einst resolut und streng, dann sehr fürsorglich und bei allen gut angesehen. Sie rettet Caris vor der Hinrichtung, indem sie diese ins Kloster aufnimmt. Während ihrer Amtszeit steht sie im permanenten Widerstreit zu Godwyn, für den sie einst eine Schwäche hatte, bis sie seinen wahren niederträchtigen Charakter erkennt. Mutter Cecilia stirbt an der Pest, Caris ist ihre Wunschnachfolgerin.

- Elizabeth Clerk: Erzfeindin von Caris, da diese Merthin für sich gewonnen hat. Als sich Merthin für Caris entscheidet, wird sie Nonne. Elisabeth intrigiert gegen Caris und sagt im Hexenprozess gegen sie aus.

- Friar Murdo: als Friar eigentlich Kloster- oder Ordensbruder, hier aber ein heruntergekommener Wanderprediger und Bettelmönch. Der Psychopath Murdo ist von Hass verzehrt und tritt als Demagoge und Scharlatan auf, um Frauen als Hexen brennen zu sehen. Im Schauprozess sowohl gegen die verrückte Nell als auch gegen Caris peitscht er die Menge mit Hassreden auf. Beim Ausbruch der Pest taucht Friar Murdo mit einer Schar sich selbst geißelnder Flagellanten noch einmal auf. Zusammen mit Philemon bereichert er sich und nützt die Unwissenheit des Pöbels aus.

- Graf Roland: Earl von Shiring. Er und seine Söhne agieren als Handlanger bei dem Mordattentat auf Edward II. Er hatte eine Affäre mit Petronilla.

- Sir Gerald und Lady Maude: Eltern von Merthin und Ralph. Sie gehörten ehemals dem Landadel an, verarmen weil Gwenda ihnen die Börse stiehlt und leben danach als einfache Menschen, die vom Kloster versorgt werden. Erst der Aufstieg Ralphs zum adeligen Herrn gibt ihnen im Alter ein bisschen Würde zurück.

- Tam Hiding: Outlaw, Führer der Geächteten, in deren Hände Gwenda durch den Tausch der Kuh gelangt. Verbündet sich später mit dem geflohenen Ralph und kann als einziger fliehen als dieser gefangen genommen wird und seine Gefährten sterben. Als er an der Pest erkrankt, erfährt Caris von ihm, bevor er stirbt, wo sich die aus Kingsbridge geflohenen Mönche versteckt haben.

- Nate Reeve: Bestechlicher, katzbuckelnder Vogt von Wigleigh. Verhindert immer wieder, dass Gwenda und Wulfric sich aus ihrer Abhängigkeit lösen. Sein Sohn Jonno wird von Gwendas Sohn Sam getötet, was die Feindschaft verstärkt.

## Kritik
Laut Denis Scheck in seiner Sendung Druckfrisch ist der Roman „unterhaltsam und handwerklich ordentlich“ gemacht – ansonsten aber nur so „aufregend wie eine Nacht im Kostümverleih“.
Julia Bähr schrieb in der FAZ: „Man kann dieses Genre für trivial halten oder nicht – gut gemacht ist Die Tore der Welt allemal. Auch wenn die Geschichte eine Weile braucht, um in die Gänge zu kommen, wird ihr Fortgang doch bald interessant genug, um immer wieder eine Seite umzublättern.“
Ulrich Karger in seiner Büchernachlese sieht das ähnlich: „Das alles ist, abgesehen von dem reichhaltigen Zeitkolorit, nicht sonderlich erhebend und den Geist herausfordernd, bietet aber als sauber durchdeklinierte Genreliteratur viele unterhaltsame Schmökerstunden auf durchaus statthaftem Niveau.“
Und Michael Birke zieht unter Buchwurm.info u. a. das Fazit: „Die Tore der Welt übertrifft in Umfang, Qualität und Unterhaltungsfaktor mühelos zahllose historische Romane, denn Follett hat wirklich sein Bestes gegeben. Doch Kultstatus kann man nicht planen, und mehr als ein würdiger Nachfolger ist Die Tore der Welt leider nicht, wobei Die Säulen der Erde heute auch oft etwas zu verklärt zum Maßstab erklärt wird.“

## Brettspiel
Im Oktober 2009 wurde im Kosmos-Verlag ein gleichnamiges Brettspiel für zwei bis vier Spieler veröffentlicht, das 2010 den Preis Spiel des Jahres plus für anspruchsvolle Spiele erhielt. Autoren des Spiels sind Michael Rieneck und Stefan Stadler.

## Verfilmung
Nach dem großen Erfolg von Die Säulen der Erde kündigte die Münchener Produktionsfirma Tandem Communications die Verfilmung des Nachfolgeromans Die Tore der Welt in einer achtteiligen Miniserie an. An der Produktion beteiligt waren Scott Free Films und Galafilm, das Produktionsbudget betrug 44 Millionen Dollar. Drehstart war am 11. Juli 2011. Drehbuchautor war John Pielmeier, Regisseur Michael Caton-Jones. Die Hauptrollen übernahmen unter anderem Cynthia Nixon, Miranda Richardson, Ben Chaplin, Peter Firth, Charlotte Riley, Tom Weston-Jones, Oliver Jackson-Cohen und Nora von Waldstätten. Am 14. November 2012 hatte Die Tore der Welt Deutschlandpremiere im Cinemaxx am Potsdamer Platz in Berlin. Alle wesentlichen Darsteller sowie Ken Follett waren bei der Deutschlandpremiere persönlich anwesend. Ab dem 3. Dezember 2012 wurde der Vierteiler auf Sat.1 ausgestrahlt.

## Ausgaben
- Ken Follett: World Without end. Originalausgabe. Macmillan, London 2007. ISBN 978-0-333-90842-6
- Ken Follett: Die Tore der Welt. Übersetzer: Rainer Schumacher, Dietmar Schmidt. Hardcover. Lübbe, Bergisch Gladbach 2008. ISBN 978-3-7857-2353-1 (3 Wochen lang im Jahr 2008 auf dem Platz 1 der Spiegel-Bestsellerliste)
- Ken Follett: Die Tore der Welt. Übersetzer: Rainer Schumacher, Dietmar Schmidt. Taschenbuch. Bastei Lübbe, Bergisch Gladbach 2010. ISBN 978-3-404-16380-9

## Weitere Bearbeitungen
- Ken Follett: Die Tore der Welt. Hörbuch (bearbeitete Fassung). Sprecher: Joachim Kerzel. Lübbe, Bergisch Gladbach 2008, ISBN 978-3-7857-3511-4 (12 CDs)
- Ken Follett: Die Tore der Welt. Hörspiel. Sprecher: u. a. Rosemarie Fendel, Peter Matić, Wanja Mues, Irina Wanka. Lübbe, Bergisch Gladbach 2009, ISBN 978-3-7857-3785-9
- Ken Follett: Die Tore der Welt. Hörbuch (ungekürzt). Sprecher: Tobias Kluckert. Lübbe, Bergisch Gladbach 2008, ISBN 978-3-7857-3785-9 (42 CDs Laufzeit: 3037 Min)
- Ken Follett: Die Tore der Welt Deluxe. Hörbuch (ungekürzt, in Geschenkbox). Sprecher: Tobias Kluckert. Lübbe, Bergisch Gladbach 2008, ISBN 978-3-7857-3694-4 (42 CDs Laufzeit: 3037 Min)
- Ken Follett: World Without End. Hörbuch (Gekürzte Fassung der amerikanischen Buchausgabe). Sprecher: Richard E. Grant. Lübbe, Bergisch Gladbach 2007, ISBN 978-3-7857-3510-7 (12 CDs)